# 太田忠司
太田 忠司（おおた ただし、1959年2月24日 -）は日本の推理作家。愛知県名古屋市出身。

## 経歴・人物
名古屋市立菊住小学校、名古屋市立桜田中学校、名古屋市立緑高等学校、名古屋工業大学工学部電気工学科卒業。
1981年、大学在学中に「星新一ショートショート・コンテスト」優秀作を受賞。その後サラリーマンの傍らショートショートを執筆する。1990年初の長編ミステリ『僕の殺人』の出版をきっかけに専業作家となる。映画化もされた『新宿少年探偵団』をはじめ、ジュブナイルミステリを多く執筆。霞田志郎（作中の人物の名前）名義での執筆もある。2004年に発表した『黄金蝶ひとり』により、第21回うつのみやこども賞を受賞。2010年、『月読』で第6回酒飲み書店員大賞を受賞。2022年、『麻倉玲一は信頼できない語り手』で第8回となる徳間文庫大賞 2022を受賞。
現在は名古屋市在住。同じく名古屋在住だった森博嗣と交流があったが、森博嗣が転居した後は10年以上会っていない。
日本文藝家協会、日本SF作家クラブ、日本推理作家協会会員。2017年6月から本格ミステリ作家クラブ事務局長。変格ミステリ作家クラブ会員。

## 作品リスト

### 殺人三部作
- 僕の殺人（1990年4月 講談社ノベルス / 1993年10月 講談社文庫 / 2017年3月 徳間文庫）
- 美奈の殺人（1990年11月 講談社ノベルス / 1994年1月 講談社文庫）
- 昨日の殺人（1991年4月 講談社ノベルス / 1996年1月 講談社文庫）

### 狩野俊介シリーズ
- 月光亭事件（1991年6月 トクマ・ノベルズ / 1996年10月 徳間文庫 / 2009年6月 創元推理文庫）
- 幻竜苑事件（1992年1月 トクマ・ノベルズ / 1997年6月 徳間文庫 / 2009年8月 創元推理文庫）
- 夜叉沼事件（1992年12月 トクマ・ノベルズ / 1997年11月 徳間文庫 / 2009年10月 創元推理文庫）
- 狩野俊介の冒険（1993年7月 トクマ・ノベルズ / 2000年10月 徳間文庫）
- 玄武塔事件（1994年2月 トクマ・ノベルズ / 2001年4月 徳間デュアル文庫 / 2009年12月 創元推理文庫）
- 狩野俊介の事件簿（1994年5月 トクマ・ノベルズ / 2001年9月 徳間デュアル文庫）
- 天霧家事件（1995年6月 トクマ・ノベルズ / 2003年2月 徳間文庫 / 2010年2月 創元推理文庫）
- 降魔弓事件（1996年4月 トクマ・ノベルズ / 2003年2月 徳間文庫）
- 狩野俊介の肖像（1996年12月 トクマ・ノベルズ / 2004年10月 徳間文庫）
- 白亜館事件（1997年10月 トクマ・ノベルズ / 2006年6月 徳間文庫）
- 銀扇座事件（1999年5月 トクマ・ノベルズ【上・下】）
- 久遠堂事件（2000年12月 トクマ・ノベルズ）
- 狩野俊介の記念日（2004年9月 トクマ・ノベルズ）
- 百舌姫事件（2008年3月 トクマ・ノベルズ）
- 翔騎号事件（2010年4月 トクマ・ノベルズ）
- 鬼哭洞事件（2021年10月 東京創元社）

### 霞田兄妹シリーズ
- 上海香炉の謎（1991年11月 祥伝社 ノン・ノベル / 1997年9月 祥伝社文庫）
- 倫敦時計の謎（1992年11月 祥伝社 ノン・ノベル / 1998年4月 祥伝社文庫）
- 伯林水晶の謎（1994年1月 祥伝社 ノン・ノベル / 1998年12月 祥伝社文庫）
- 維納音匣の謎（1994年10月 祥伝社 ノン・ノベル / 2001年9月 祥伝社文庫）
- 巴里人形の謎（1996年2月 祥伝社 ノン・ノベル）
- 東京『失楽園（エンジェル）』の謎（1997年4月 祥伝社 ノン・ノベル）
- 紫の悲劇（1999年11月 祥伝社 ノン・ノベル）
- ベネチアングラスの謎（2000年11月 祥伝社 ノン・ノベル）
- 紅の悲劇（2002年6月 祥伝社 ノン・ノベル）
- 藍の悲劇（2004年10月 祥伝社 ノン・ノベル）
- 男爵最後の事件（2009年2月 祥伝社 ノン・ノベル）

### 探偵藤森涼子の事件簿シリーズ
- ペットからのメッセージ（1991年12月 ベストセラーズ）
- 歪んだ素描（1994年8月 カドカワノベルズ / 1999年12月 ハルキ文庫）
- 暗闇への祈り（1995年1月 カドカワノベルズ / 2000年2月 ハルキ文庫）
- 遊戯（ゲーム）の終わり（2000年12月 実業之日本社 ジョイ・ノベルス）
- 追憶の猫（2003年7月 実業之日本社 ジョイ・ノベルス）
- カッサンドラの嘲笑（2007年11月 実業之日本社 ジョイ・ノベルス）
- 探偵藤森涼子の事件簿（2012年6月 実業之日本社文庫）※既刊からのセレクション
- 金木犀の徴（2012年8月 実業之日本社）
  - 【改題】 偽花（2015年1月 実業之日本社文庫）

### 阿南シリーズ
- 刑事失格（1992年10月 講談社ノベルス / 1996年1月 講談社文庫 / 2011年4月 創元推理文庫）
- Jの少女たち（1993年9月 講談社ノベルス / 1996年12月 講談社文庫 / 2011年5月 創元推理文庫）
- 天国の破片（1998年9月 勁文社 ケイブンシャノベルス / 2011年6月 創元推理文庫）
- 無伴奏（2011年7月 東京創元社 / 2015年4月 創元推理文庫）

### 新宿少年探偵団シリーズ
- 新宿少年探偵団（1995年3月 講談社ノベルス / 1998年5月 講談社文庫）
- 怪人大鴉博士 新宿少年探偵団（1995年11月 講談社ノベルス / 1999年10月 講談社文庫）
- 摩天楼の悪夢 新宿少年探偵団（1996年9月 講談社ノベルス / 2001年1月 講談社文庫）
- 紅天蛾 新宿少年探偵団（1997年8月 講談社ノベルス / 2002年8月 講談社文庫）
- 鴇色の仮面 新宿少年探偵団（1998年4月 講談社ノベルス / 2004年8月 講談社文庫）
- まぼろし曲馬団 新宿少年探偵団（2000年8月 講談社ノベルス / 2005年5月 講談社文庫）
- まぼろし曲馬団の逆襲 新宿少年探偵団（2003年3月 講談社ノベルス）
- 大怪樹 新宿少年探偵団（2004年1月 講談社ノベルス）
- 宙（そら） 新宿少年探偵団（2004年8月 講談社ノベルス）

### 京堂夫妻シリーズ
- ミステリなふたり（2001年4月 幻冬舎 / 2005年3月 幻冬舎文庫）
- 誰が疑問符を付けたか？（2008年7月 幻冬舎）
  - 【改題】もっとミステリなふたり 誰が疑問符を付けたか？（2011年10月 幻冬舎文庫）
- ミステリなふたり à la carte（2013年8月 創元クライム・クラブ）
  - 【改題】ミステリなふたり ア・ラ・カルト（2016年9月 創元推理文庫）
- ミステリなふたり あなたにお茶と音楽を（2018年6月 創元クライム・クラブ / 2020年5月 創元推理文庫）
- やっぱりミステリなふたり（2019年8月 幻冬舎文庫）

### レンテンローズシリーズ
- レンテンローズ（2002年5月 富士見ミステリー文庫）
- 笑う月 レンテンローズ（2002年12月 富士見ミステリー文庫 / 2011年2月 幻冬舎 幻狼ファンタジアノベルス）
- 囁く百合 レンテンローズ（2003年12月 富士見ミステリー文庫）
- 裁く十字架 レンテンローズ（2010年11月 幻冬舎 幻狼ファンタジアノベルス）
- 眠る竪琴 レンテンローズ（2011年5月 幻冬舎 幻狼ファンタジアノベルス）

### 月読シリーズ
- 月読（つくよみ）（2005年1月 文藝春秋 本格ミステリ・マスターズ / 2008年1月 文春文庫）
- 落下する花―月読―（2007年3月 文藝春秋 / 2011年3月 文春文庫）

### 予告探偵シリーズ
- 予告探偵 西郷家の謎（2005年12月 中央公論新社 C★NOVELS / 2010年10月 中公文庫）
- 予告探偵 木塚家の謎（2008年8月 中央公論新社 C★NOVELS / 2011年5月 中公文庫）

### オルゴール修復師・雪永綱シリーズ
- レストア オルゴール修復師・雪永鋼の事件簿（2006年3月 光文社 カッパ・ノベルス / 2013年10月 光文社文庫）
- 夜想曲（2015年7月 光文社）

### 高校生探偵甘栗晃シリーズ
- 甘栗と金貨とエルム（2006年9月 角川書店 / 2010年2月 角川文庫）
- 甘栗と戦車とシロノワール（2010年2月 角川書店 / 2012年2月 角川文庫）

### セクメトシリーズ
- セクメト（2013年1月 中央公論新社 / 2014年12月 中公文庫）
- クマリの祝福 セクメトII（2015年8月 中公文庫）
- ゾディアック計画 セクメトIII（2016年6月 中公文庫）

### 目白台サイドキックシリーズ
- 目白台サイドキック 女神の手は白い（2013年5月 角川文庫）
- 目白台サイドキック 魔女の吐息は紅い（2013年9月 角川文庫）
- 目白台サイドキック 五色の事件簿（2015年3月 角川文庫）

### 名古屋駅西 喫茶ユトリロシリーズ
- 名古屋駅西 喫茶ユトリロ（2016年12月 ハルキ文庫）
- 名古屋駅西 喫茶ユトリロ 龍くんは美味しく食べる（2019年2月 ハルキ文庫）
- 名古屋駅西 喫茶ユトリロ 龍くんは食べながら謎を解く（2021年3月 ハルキ文庫）
- 名古屋駅西 喫茶ユトリロ 龍くんは引っ張りだこ（2023年4月 ハルキ文庫）
- 名古屋駅西 喫茶ユトリロ 龍くんは河童と踊る（2025年3月 ハルキ文庫）

### 名探偵犬コースケシリーズ
- 名探偵犬コースケ 1 消えた女神像（2023年12月 朝日新聞出版 ナゾノベル）
- 名探偵犬コースケ 2 怪盗スカルの正体（2024年12月 朝日新聞出版 ナゾノベル）

### その他
- 異説 夢見館（1995年4月 アスペクト）※霞田志郎名義
- 3LDK要塞 山崎家（1997年4月 幻冬舎ノベルス / 1999年11月 幻冬舎文庫）
- さよならの殺人1980（1998年1月 祥伝社 ノン・ノベル / 2005年1月 祥伝社文庫）
- 帰郷（1998年5月 幻冬舎ノベルス）
- Trigger 凶星の歌（1999年3月 小学館）※霞田志郎名義
- 建売秘密基地 中島家（2001年10月 幻冬舎文庫）
- 黄昏という名の劇場（2002年2月 講談社 / 2007年2月 講談社文庫）
- 黄金蝶ひとり（2004年1月 講談社 ミステリーランド）
- 忌品（2006年8月 トクマ・ノベルズ）
- 五つの鍵の物語（2007年12月 講談社ノベルス）
- 奇談蒐集家（2008年1月 創元クライム・クラブ / 2011年11月 創元推理文庫）
- まいなす（2008年11月 理論社ミステリーYA! / 2012年9月 PHP文芸文庫）
- 星町の物語（2010年3月 理論社）※ショートショート集
  - 【改題】星町の物語 奇妙で不思議な40の風景（2013年9月 PHP文芸文庫）
- 琥珀のマズルカ（2011年1月 講談社ノベルス）
- ルナティック・ガーデン（2011年3月 祥伝社）
- 虹とノストラダムス（2012年10月 PHP研究所） 
  - 【改題】明日、世界が終わるとしても（2016年5月 PHP文芸文庫）
- 星空博物館 謎と驚きに満ちた33の物語（2014年3月 PHP文芸文庫）※ショートショート集
- 死の天使はドミノを倒す（2014年6月 文藝春秋 / 2017年1月 文春文庫）
- 幻影のマイコ（2015年2月 祥伝社 ノン・ノベル）
- 伏木商店街の不思議（2015年7月 河出書房新社）
- 優しい幽霊たちの遁走曲（2017年3月 創元クライム・クラブ）
  - 【改題】怪異筆録者（2021年9月 創元推理文庫）
- 万屋大悟のマシュマロな事件簿（2017年12月 ポプラ社 / 2019年12月 ポプラ文庫）
- さよなら、と嘘をつく 沙之里幽譚（2018年2月 角川文庫）
- ミート・ザ・ジャンパーズ！（2019年2月 光文社）
- 密原トリカと七億の小人とチョコミント（2019年3月 キノブックス）
- 道化師の退場（2019年7月 祥伝社 / 2023年9月 祥伝社文庫）
- 遺品博物館（2020年6月 創元クライム・クラブ / 2023年2月 創元推理文庫）
- 猿神（2020年8月 幻冬舎 / 2022年10月 幻冬舎文庫）
- 和菓子迷宮をぐるぐると（2021年2月 小学館）
- 麻倉玲一は信頼できない語り手（2021年4月 徳間文庫）
- 喪を明ける（2022年8月 U-NEXT【電子書籍】 / 2022年11月 徳間文庫）
- ぐるぐる、和菓子（2024年3月 ポプラ文庫）
- おまえは生きなければならない（2024年4月 徳間文庫）
- 読んだら最後、小説を書かないではいられなくなる本（2024年8月 星海社新書）
- レッドクラブ・マーダーミステリー（2024年12月 星海社FICTIONS）

### アンソロジー（編纂）
「」内が太田忠司の作品
- 悪夢が嗤う瞬間（とき）（1997年11月 ケイブンシャ文庫）「硝子の家」「シンボル・ツリー」「プライベート・ビデオ」

### アンソロジー（収録）
「」内が太田忠司の作品

#### 異形コレクション
- 変身（1998年3月 廣済堂文庫）「痩身術」
- チャイルド（1998年11月 廣済堂文庫）「子供という病」
- 世紀末サーカス（1999年12月 廣済堂文庫）「黒い天幕」
- 帰還（2000年9月 光文社文庫）「リカ」
- 玩具館（2001年9月 光文社文庫）「タケオ」
- 教室（2003年9月 光文社文庫）「最後の夜」
- ひとにぎりの異形（2007年12月 光文社文庫）「ATM」
- 幻想探偵（2009年2月 光文社文庫）「琥珀の瞳」

#### その他
- 架空幻想都市（上）（1994年3月 アスペクト ログアウト冒険文庫）「欅荘の怪事件」
- ホシ計画（1998年12月 廣済堂文庫）「みんな、ここに来る」「いつか見た子」
- 十二宮12幻想（2000年1月 エニックス / 2002年5月 講談社文庫）「万華」
- 密室殺人大百科（上）魔を呼ぶ密室（2000年7月 原書房）「罪なき人々VSウルトラマン」
- 名探偵は、ここにいる ミステリ・アンソロジ－1（2001年11月 角川スニーカー文庫）「神影荘奇談」
- 血文字パズル ミステリー・アンソロジー5（2003年3月 角川スニーカー文庫）「八神翁の遺産」
- 手塚治虫COVER・エロス篇（2003年5月 徳間デュアル文庫）「W3 モナド」
- 黄昏ホテル（2004年11月 小学館）「名前を変える方法」
- 紅い悪夢の夏（2004年12月 講談社文庫）「四角い悪夢」
- 赤に捧げる殺意（2005年4月 角川書店 / 2013年2月 角川文庫）「神影荘奇談」
- C★N25 C★NOVELS創刊25周年アンソロジー（2007年11月 中央公論新社 C★NOVELS）「予告探偵 カタコンベの謎」
- 近藤史恵リクエスト！ペットのアンソロジー（2013年1月 光文社 / 2014年7月 光文社文庫）「小犬のワルツ」
- 私がデビューしたころ ミステリ作家51人の始まり（2014年6月 東京創元社）※エッセイアンソロジー「僕は逆上がりができない」
- たんときれいに召し上がれ 美食文学精選（2015年1月 芸術新聞社）「冬薔薇の館」
- 怪獣文藝の逆襲（2015年3月 KADOKAWA 幽BOOKS）「黒い虹」
- ナゴヤドームで待ちあわせ（2016年7月 ポプラ社）「マサが辞めたら」
- 怪を編む ショートショート・アンソロジー（2018年4月 光文社文庫）「メイクアップ」
- 未来製作所（2018年6月 幻冬舎）「ラプラスの兄妹」「つなげる思い」
- 銀河英雄伝説列伝〈1〉 晴れあがる銀河（2020年10月 創元SF文庫）「レナーテは語る」
- ミステリな食卓 美味しい謎解きアンソロジー（2023年6月 双葉文庫）「ミステリなふたり」

## 映像化作品

### 映画
- 新宿少年探偵団（1998年4月29日公開、配給：松竹、監督：淵井正文、主演：相葉雅紀・松本潤・深田恭子・加藤あい・横山裕、原作：新宿少年探偵団）

### バラエティー
- 超再現!ミステリー（2012年7月24日、日本テレビ系、原作：ミステリなふたり）

### テレビドラマ
- ミステリなふたり（2015年4月13日 - 6月23日、全11話、メ〜テレ、主演：松島花、原作：ミステリなふたり / もっとミステリなふたり）